# Mark Hanson

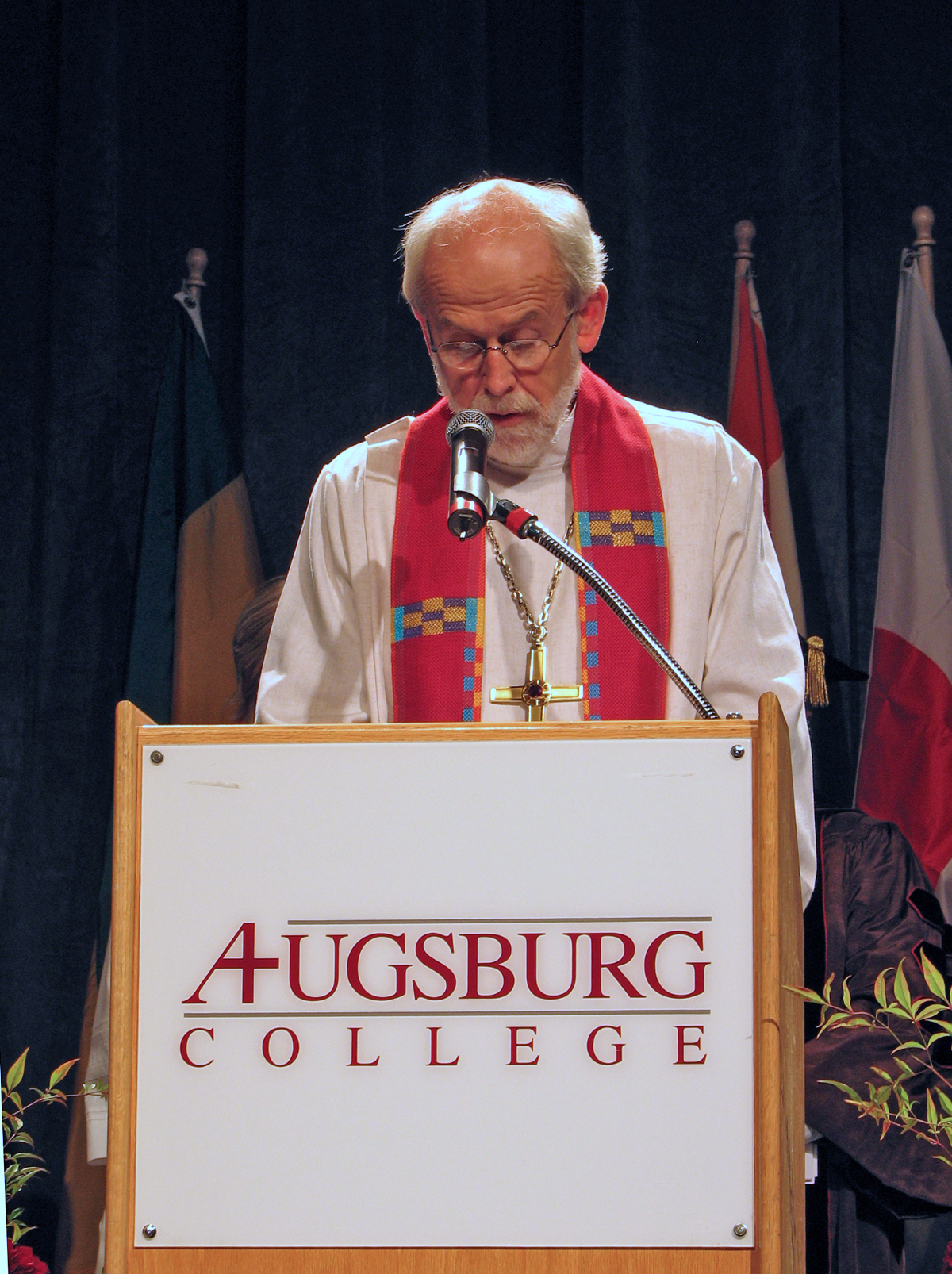
Mark Hanson 2006

Mark S. Hanson (* 2. Dezember 1946 in Minneapolis, Minnesota) ist ein US-amerikanischer Theologe. Er war von 2001 bis 2013 Leitender Bischof der Evangelisch-Lutherischen Kirche in Amerika (ELCA) und von 2003 bis 2010 Präsident des Lutherischen Weltbundes.

## Leben
Hanson wuchs in einer lutherischen Familie in Minnesota auf. Er beendete seine Schulzeit an der Minnehaha Academy 1964 und erlangte 1968 einen Abschluss als Bachelors in Soziologie vom Augsburg College.
Hanson war 1968/69 Rockefeller Fellow am Union Theological Seminar. 1972 machte er hier seinen Abschluss als Master of Divinity. 1973/74 besuchte er das Luther Seminary in Saint Paul (Minnesota).  1979 erhielt er ein Stipendium als Merril Fellow an der theologischen Fakultät der Harvard University in  Cambridge (Massachusetts).
Nach seiner Ordination im Jahre 1974 diente Hanson von 1973 bis 1979 als Pfarrer an der Prince of Glory Lutheran Church in Minneapolis. Von 1979 bis 1988 war er Pfarrer an der Community Lutheran Church in Edina (Minnesota) und von 1988 bis 1995 war Hanson Pfarrer an der lutherischen Universitätskirche in Minneapolis.
1995 wurde er zum Bischof der Regionalsynode von Saint Paul der Evangelisch-Lutherischen Kirche in Amerika (ELCA) gewählt. 2001 wurde Hanson wiedergewählt.
Von 1988 bis 2000 leitete Hanson als Präsident die Arbeitsgemeinschaft christlicher Kirchen in Minnesota und war stellvertretender Vorsitzender der ELCA-Bischofskonferenz.
Die Gesamtsynode (Churchwide Assembly) der ELCA wählte ihn 2001 zum hauptamtlichen Leitenden Bischof; sein Amtssitz ist beim Kirchenamt der ELCA in Chicago.
2003 wurde Hanson als Nachfolger von Christian Krause zum Präsidenten des Lutherischen Weltbundes gewählt, eine Position, die er bis zum Ende der Vollversammlung des LWB 2010 in Stuttgart neben seiner Aufgabe als Leitender Bischof der ELCA ausfüllte.
Hanson ist Mitglied in der Leitungsebene des National Council of Churches of Christ in the U.S.A. 2007 wurde Hanson für weitere sechs Jahre im Amt bestätigt. 2013 wurde Elizabeth A. Eaton zu seiner Nachfolgerin gewählt (Amtsantritt zum 1. November).
Hanson ist mit Ione, geb. Agrimson verheiratet, die als Sozialarbeiterin tätig ist. Sie haben sechs Kinder (die vier ältesten sind adoptiert): Aaron, Alyssa, Rachel, Ezra, Isaac und Elizabeth.